# Piano (Vortragsbezeichnung)
Piano (ital. sanft, leise), abgekürzt p, ist in der Musik eine die Tonstärke (Dynamik) betreffende Vortragsbezeichnung und der Gegenpol zu forte (ital. stark, laut). Hiervon abgeleitete Bezeichnungen sind:
- pianissimo (pp), sehr leise
- pianopianissimo (ppp), äußerst leise
- mezzopiano (mp), halbleise, ziemlich leise (etwas lauter als p)
- fortepiano (fp), stark und sogleich wieder leise. Dagegen bedeutet pf nicht pianoforte, sondern poco forte (ein wenig stark), früher (z. B. bei Johann Wilhelm Häßler), schwächer als mezzoforte, heute meist „ziemlich stark“. Im Sinne von più forte (stärker) wird die Abkürzung pf eher nicht (bzw. nur selten) verwendet.

Die Bezeichnung piano im Sinne einer Lautstärkenanweisung erscheint erstmals gegen Ende des 16. Jahrhunderts (z. B. in der Sonata pian' e forte von Giovanni Gabrieli, 1597). Im Verlauf der anschließenden Jahrhunderte wurde sie immer gebräuchlicher und um differenzierende Abstufungen (pp, ppp, s. o.) ergänzt. Ab dem 19. Jahrhundert wird in einzelnen Kompositionen gelegentlich auch vier- und fünffaches p vorgeschrieben. Ein Extrembeispiel stellt Tschaikowskis sechste Sinfonie dar, wo im ersten Satz am Ende der Exposition dem Solofagott ein sechsfaches p (pppppp) abverlangt wird.
Im Barock wurde piano oft auch gleichbedeutend mit Echo verwendet. Bei mehrmanualigen Tasteninstrumenten können durch forte und piano verschiedene Manuale gefordert werden (Terrassendynamik).  